# Markus Olsson
Markus Olsson (* 31. März 1990 in Karlshamn) ist ein ehemaliger schwedischer Handballspieler. Der 1,86 m große linke Rückraumspieler spielte den Großteil seiner Karriere beim schwedischen Erstligisten IFK Kristianstad und stand zudem im Aufgebot der schwedischen Nationalmannschaft.

## Karriere

### Verein
Markus Olsson lernte das Handballspielen beim Karlshamn HF in seiner Heimatstadt. Ab 2008 lief er für den schwedischen Verein IFK Kristianstad in der Handbollsligan auf. Mit Kristianstad nahm er am EHF-Pokal 2012/13, am EHF-Pokal 2013/14 und am EHF-Pokal 2014/15 teil. Nach dem Gewinn der schwedischen Meisterschaft 2014/15 wechselte er zum dänischen Erstligisten Skjern Håndbold. Mit Skjern gewann er den dänischen Pokal 2015/16 und die dänische Meisterschaft 2017/18. International spielte er in der EHF Champions League 2015/16 und in der EHF Champions League 2017/18, in der er mit 88 Toren zweitbester Torschütze des Wettbewerbs hinter Uwe Gensheimer (92) wurde. Im Sommer 2018 unterschrieb der Rückraumspieler beim französischen Erstligisten Fenix Toulouse Handball. In zwei Spielzeiten der Ligue Nationale de Handball (LNH) warf er 155 Tore in 45 Spielen und belegte mit der Mannschaft den achten bzw. den fünften Tabellenplatz.
Ab 2020 lief Olsson wieder für Kristianstad auf. In der Saison 2021/22 wurde er als bester linker Rückraumspieler in das All-Star-Team der schwedischen Liga gewählt. Mit Kristianstad gewann er 2023 sowohl die schwedische Meisterschaft als auch den schwedischen Pokal. Im Sommer 2025 gab er sein Karriereende bekannt.
Bis zum Ende der Saison 2021/22 bestritt Olsson 362 Spiele für Kristianstad (Vereinsrekord) und erzielte 1542 Tore (2. Platz).

### Nationalmannschaft
In der schwedischen A-Nationalmannschaft debütierte Olsson beim 21:23 am 19. Juli 2012 in Kristianstad gegen Serbien. Er stand im Aufgebot für die Weltmeisterschaft 2015 und die Europameisterschaft 2016. Insgesamt bestritt er 62 Länderspiele, in denen er 116 Tore erzielte.

## Privates
Seine älteren (Zwillings-)Schwestern Maria und Anna (* 1986) spielten ebenfalls Handball.